# Dreamers
Dreamers ist ein britischer Spielfilm von Joy Gharoro-Akpojotor aus dem Jahr 2025.

## Handlung
Isio lebt ohne Papiere in Großbritannien. Als sie aufgegriffen wird, landet sie im Abschiebezentrum Hatchworth. Dort lernt sie unerwartet Liebe, Freundschaft und auch Freiheit kennen.

## Veröffentlichung
Die Weltpremiere von Gharoro-Akpojotors Debütfilm erfolgte im Februar 2025 im Rahmen der 75. Internationalen Filmfestspiele Berlin (Berlinale). Dort wurde das Werk in die Sektion Panorama aufgenommen.